# Ï
Cette page contient des caractères spéciaux ou non latins. S’ils s’affichent mal (▯, ?, etc.), consultez la page d’aide Unicode.
Ne doit pas être confondu avec le Ї de l’alphabet cyrillique.
Ï (minuscule : ï), appelé I tréma, est une lettre additionnelle latine, utilisée dans l’écriture de l’afrikaans, du beli, du bété, du catalan, du dinka, du français, du gallois, du godié, du modo, du mundu, du néerlandais, du nuer, du same du Sud, de l'occitan et dans certaines romanisations ALA-LC ou BGN/PCGN.
Il s’agit de la lettre I diacritée d’un tréma.

## Utilisation
En français, lorsque le Ï est placé derrière une voyelle, cela signifie qu'il faut le prononcer séparément.

## Représentations informatiques
Pour taper un ï sur un clavier AZERTY, il faut d'abord appuyer en même temps sur les touches Shift (gauche ou droite) et Tréma, les relâcher, puis taper i.
Le I tréma peut être représenté avec les caractères Unicode suivants :
- précomposé (latin étendu A)[1] :

| forme     | représentation | chaîne de caractères | point de code | description                     |
| --------- | -------------- | -------------------- | ------------- | ------------------------------- |
| capitale  | Ï              | Ï                    | U+00CF        | lettre majuscule latine i tréma |
| minuscule | ï              | ï                    | U+00EF        | lettre minuscule latine i tréma |

- décomposé (latin de base, diacritiques) :

| forme     | représentation | chaîne de caractères | point de code | description                                 |
| --------- | -------------- | -------------------- | ------------- | ------------------------------------------- |
| capitale  | Ï              | I◌̈                   | U+0049 U+0308 | lettre majuscule latine i diacritique tréma |
| minuscule | ï              | i◌̈                   | U+0069 U+0308 | lettre minuscule latine i diacritique tréma |

Des anciens codages informatiques permettent aussi de représenter le I tréma :
- ISO/CEI 8859-1, -3, -9, -10, -14, -15, -16
  - capitale Ï : CF
  - minuscule ï : EF